# جيف إليوت
جيف إليوت (بالإنجليزية: Geoff Elliott)‏ هو منافس ألعاب قوى بريطاني، ولد في 7 أبريل 1931 في إيلفورد ‏ في المملكة المتحدة.

## وصلات خارجية
- جيف إليوت على موقع أوليمبيديا (الإنجليزية)
- جيف إليوت على موقع اللجنة الأولمبية البريطانية (الإنجليزية)